# 松永孝治
松永 孝治（まつなが こうじ、1970年 - ）は、日本のVFXアーティスト。山口県出身。

## 経歴
宇部工業高等専門学校卒業後、1990年にNHK入局。鳥取放送局で番組制作エンジニアやカメラマンなどを経験後、東京の放送センターに異動。CG部に配属されたのちCG・VFXを使った作品を数多く手掛ける。2023年に独立。

## 主な作品

### テレビドラマ
- 『宇宙〜未知への大紀行』（2001）- VFXスーパーバイザー
- 『芋たこなんきん』（2006）- VFXスーパーバイザー
- 『坂の上の雲』（2009）- VFXスーパーバイザー
- 『平清盛』（2012）- VFXスーパーバイザー
- 『八重の桜』（2013）- VFXスーパーバイザー
- 『生命大躍進』（2015）- VFXスーパーバイザー
- 『百合子さんの絵本』（2016）- VFXスーパーバイザー
- 『荒神』（2018）- VFXスーパーバイザー
- 『恐竜超世界』 （2019）- VFXスーパーバイザー
- 『青天を衝け』（ 2021）- VFXスーパーバイザー
- 『どうする家康』（2023）- VFXスーパーバイザー

### 映画
- 『室町無頼』（2025）- オンセットスーパーバイザー